# The American Way
The American Way es el segundo álbum de la banda de thrash metal estadounidense Sacred Reich, lanzado el 15 de mayo de 1990 por Metal Blade Records. El vídeo de la canción "The American Way" fue utilizado en la película Encino Man de 1992.

## Lista de canciones
- Todas escritas por Phil Rind, excepto donde se indique.

1. "Love... Hate" (Rind, Wiley Arnett) – 4:02
2. "The American Way" (Rind, Arnett) – 3:34
3. "The Way It Is" – 4:51
4. "Crimes Against Humanity" – 6:04
5. "State of Emergency" – 6:03
6. "Who's To Blame" – 3:33
7. "I Don't Know" – 3:08
8. "31 Flavors" (Rind, Arnett) – 3:10

## Créditos
- Phil Rind – voz, bajo
- Wiley Arnett – guitarra
- Jason Rainey – guitarra
- Greg Hall – batería